# New Generation Era
La New Generation Era fu un periodo nella World Wrestling Federation, durante il quale furono protagonisti personaggi come Shawn Michaels, Bret Hart, Razor Ramon, Steve Austin, The Undertaker.

## Storia

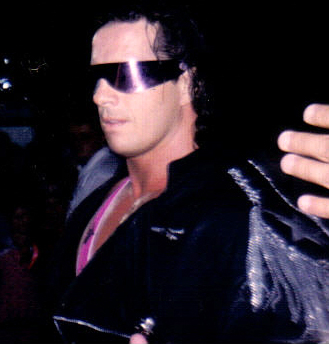
Bret "The Hitman" Hart nel 1994

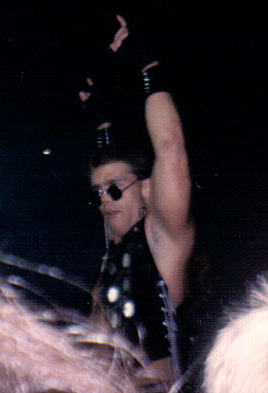
Shawn Michaels, anch'egli uno dei wrestler principale per tutta l'era.

La WWF visse un periodo di grande crisi nel momento in cui Vince McMahon, promotore di incontri di wrestling, e molti dipendenti della federazione vennero accusati nel 1993 di spaccio ed abuso di steroidi; vi fu addirittura un'accusa per violenza sessuale. Alla fine, il 22 luglio 1994, McMahon venne scagionato, ma la vicenda lasciò un segno molto profondo: il processo costò alla WWF circa 5 milioni di dollari in un momento in cui la redditività era al minimo storico. Per risollevare economicamente la federazione, McMahon tagliò di circa il 40% gli stipendi di molti wrestler e membri dello staff; molti dipendenti non accettarono questa decisione per cui lasciarono la WWF. Tra il 1994 ed il 1996 molti fra i main eventer passarono alla concorrenza, la World Championship Wrestling di Ted Turner. La WWF fu costretta a rivolgere la sua attenzione a coloro che fino a poco tempo prima erano lottatori di secondo piano. In particolare, per prendere distanza dai lottatori dalla grande stazza dell'Era Gimmick, al centro dello scandalo steroidi, la federazione diede spazio maggiore ai wrestler più agili, il cui punto forte era la tecnica, anche a causa di un fisico meno imponente. Fu così che alcuni giovani talenti come Shawn Michaels, Bret Hart, Diesel, Razor Ramon e The Undertaker sostituirono le star principali della WWF, giungendo a vincere i titoli più importanti della federazione. Nacque così la "WWF New Generation" (Nuova Generazione della WWF). Per questa federazione iniziò però un periodo di stasi, a causa di storyline molto blande e personaggi eccessivamente caratterizzati e al di fuori della realtà. I fan si erano infatti stancati dell'Era Gimmick, per cui anche star come Hulk Hogan iniziarono a perdere il loro appeal, anche a causa dello scandalo steroidi. L'intero mondo del wrestling aveva avviato un lento processo di trasformazione. Nel frattempo la WWF aveva rivoluzionato il panorama del wrestling televisivo col debutto dello show settimanale via cavo, WWF Monday Night Raw. Dopo il successo dello show, la WCW nel 1995 rispose con il WCW Monday Nitro, show via cavo situato nella stessa fascia oraria di Raw, per la WWF fu una scelta infausta.

### Shawn Michaels vs. Diesel
L'alleanza tra Michaels e Diesel finì dopo Survivor Series. Al WrestleMania XI Diesel, accompagnato da Pamela Anderson, sconfisse Shawn Michaels, accompagnato da Jenny McCarthy. Diesel mantenne comunque il WWF Championship.

### Bret Hart vs. Yokozuna
A WrestleMania IX il samoano Yokozuna sconfisse Bret Hart in quanto il manager del samoano, Mr. Fuji, gettò del sale negli occhi di Bret Hart. Dopo il match il samoano dovette sfidare Hulk Hogan il quale vinse il WWF Championship. Al King of the Ring 1993 Yokozuna riconquistò il titolo battendo Hulk Hogan, mentre a WrestleMania X Yokozuna venne battuto da Bret Hart vincendo così il titolo WWF.

### WWF Monday Night Raw
Nel 11 gennaio 1993 fu messa in onda la prima puntata di WWE Raw. Nel corso di questo periodo presero avvio delle faide, come quella di Bret Hart contro Yokozuna oppure quella di Shawn Michaels contro Razor Ramon.

### L'ascesa di Steve Austin
In questo periodo, il wrestler statunitense Steve Austin iniziò la sua ascesa adottando la gimmick da ribelle; inoltre Austin si rasò i capelli a zero. La sua ascesa iniziò a King of the Ring 1996 dove batté in finale Jake Roberts vincendo il torneo King of the Ring. Dopo la vittoria, Austin fece un promo dicendo "You sit there and you thump your Bible, and you say your prayers, and it didn't get you anywhere! Talk about your Psalms, talk about John 3:16... "Austin 3:16" says I just whipped your ass!", poi diventato uno dei più popolari slogan di wrestling della storia, iniziò poi una faida con Bret Hart; alle Survivor Series 1996 fu il canadese a vincere. La faida tra i due continuò anche nel 1997 dove si scontrano a WrestleMania 13 nel famoso Submission Match dove a vincere fu Bret Hart grazie alla sua Sharpshooter.

### Bret Hart vs. Shawn Michaels
Questa faida venne considerata come la faida principale della New Generation Era. Alla Royal Rumble 1996 Shawn Michaels vinse la rissa a 30 uomini eliminando per ultimo Diesel, mentre il canadese Bret The Hitman Hart perse per squalifica contro The Undertaker mantenendo il WWF Championship. Nelle settimane successive al PPV venne annunciato che Hart e Michaels si sarebbero affrontati in un 60 Minute Iron-Man Match valevole per il WWF Championship. A WrestleMania XII HBK sconfisse Bret Hart conquistando il titolo di campione WWF. Bret Hart dal maggio 1996 uscì dalla WWF fino al novembre dello stesso anno.

### Bret Hart vs. Steve Austin
La rivalità tra i due iniziò dopo che Austin vinse il torneo King of The Ring 1996, battendo in finale Jake Roberts. Nei mesi successivi Stone Cold criticò pesantemente il canadese, quindi Bret dopo sei mesi di assenza tornò a lottare alle Survivor Series affrontando Austin. A vincere sarà il canadese. La faida tra i due continuò nel 1997 nel mese di marzo, quando si scontrarono a WrestleMania XIII nel corso del famoso Submission match. A vincere fu Bret Hart. Da ricordare però che Austin non cedette alla Sharpshooter del canadese. Durante l'incontro vi fu un doppio "turn": Bret Hart divenne Heel e Austin divenne Face.